# Drosophila pulverea
Drosophila pulverea är en tvåvingeart som beskrevs av Oswald Duda 1927. Drosophila pulverea ingår i släktet Drosophila och familjen daggflugor.
Artens utbredningsområde är Bolivia.